# Дембіна (Куявсько-Поморське воєводство)
Дембіна (пол. Dębina) — село в Польщі, у гміні Яніково Іновроцлавського повіту Куявсько-Поморського воєводства.
Населення — 111 осіб (2011).
У 1975-1998 роках село належало до Бидгощського воєводства.

## Демографія
Демографічна структура станом на 31 березня 2011 року:
|          | Загалом | Допрацездатний вік | Працездатний вік | Постпрацездатний вік |
| -------- | ------- | ------------------ | ---------------- | -------------------- |
| Чоловіки | 55      | 13                 | 38               | 4                    |
| Жінки    | 56      | 17                 | 30               | 9                    |
| Разом    | 111     | 30                 | 68               | 13                   |